# یویا هاشیوچی
یویا هاشیوچی (ژاپنی: 橋内 優也؛ زادهٔ ۱۳ ژوئیهٔ ۱۹۸۷) یک بازیکن فوتبال اهل ژاپن است.
از باشگاه‌هایی که در آن بازی کرده‌است می‌توان به باشگاه فوتبال سانفریس هیروشیما، باشگاه فوتبال گاینار توتوری و باشگاه فوتبال توکوشیما ورتیس اشاره کرد.